# بوفالينو
بوفالينو هي بلدية في مقاطعة ريجيو كالابريا في منطقة كالابريا الإيطالية، تقع على بعد حوالي 90 كيلومترًا جنوب غرب كاتانزارو وحوالي 46 كيلومترًا شرق ريجيو كالابريا. اعتبارًا من 31 ديسمبر 2004 بلغ عدد سكانها 8406 نسمة وتبلغ مساحتها 18.0 كيلومترًا مربعًا. تقع بوفالينو على حدود البلديات التالية: أردور، بينيستار، كاسينيانا، سان لوكا.
بوفالينو هي مسقط رأس المبشر اليسوعي كاميلوس كوستانزو [الإنجليزية] .

## وصلات خارجية
- www.comune.bovalino.rc.it/